# Белатацепт
Белатацепт (англ. Belatacept), що продається під торговою маркою «Нулоджикс» — химерний рекомбінантний білок, що складається з Fc-фрагмента людського імуноглобуліну IgG1, пов'язаного з позаклітинним доменом CTLA4, молекули, що відіграє вирішальну роль у регуляції костимуляції Т-лімфоцитів, вибірково блокуючи процес активації Т-лімфоцитів. Белатацепт призначений для профілактики реакції відторгнення трансплантату та забезпечення тривалого виживання трансплантату, одночасно обмежуючи токсичність, що виникає при стандартних режимах імуносупресії, зокрема при застосуванні інгібіторів кальциневрину. Він відрізняється від абатацепту лише двома амінокислотами.
Белатацепт був розроблений компанією «Bristol-Myers Squibb», та схвалений FDA 15 червня 2011 року.